# Hammer Pettenhof

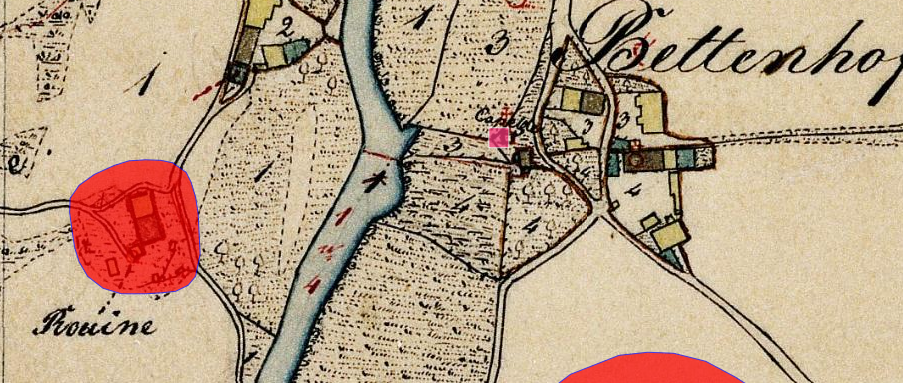
Lageplan des Hammers Pettenhof auf dem Urkataster von Bayern

Der Hammer Pettenhof befand sich im Ortsteil Pettenhof des heutigen Oberpfälzer Marktes Schmidmühlen. Die Anlage wird als Bodendenkmal unter der Aktennummer D-3-6737-0048 im Bayernatlas als „untertägige Befunde im Bereich der mittelalterlichen Turmruine und Hofwüstung Pettenhof“ geführt. 
Ein Blechhammer wurde 1457 in Oberdietldorf, dem heutigen Pettenhof, erwähnt. Er stand ursprünglich im Besitz des Schottenklosters St. Jakob in Regensburg. 1525 wird Sebastian Pruch hier als Landsasse auf dem Schloss erwähnt. In der Vogel'schen Karte von 1603 sind noch ein Turm und eine Umfassungsmauer zu erkennen. Das Schloss wurde im Dreißigjährigen Krieg zerstört.
1701 wurde der Hammer von Friedrich Eberhard Tänzel von Tratzberg, der bereits das Hammerwerk in Traidendorf besaß, aufgelassen und nach dem neu erbauten Dietldorf transferiert.
Das Hammerwerk befand sich am rechten Ufer der Vils. In den Kunstdenkmälern des Königreichs Bayern wird eine mittelalterliche Turmruine erwähnt, die von einem Hammerschloss herrührt. Heute ist hier noch eine Wüstung zu erkennen.